# 法王寺镇
法王寺镇是中国四川省泸州市合江县下辖的一个鎮，2013年9月经四川省政府批准由原二里乡改设而成。

## 行政区划
法王寺镇下辖以下地区：
二里社区、四通村、通树坝村、小沙坎村、打水丘村、金鸭子村、山后头村、大木树村、石佛村、双龙桥村、天池村、农会村和法王寺村。